# Grand Prix de Denain 1997
La 39e édition du Grand Prix de Denain a eu lieu le 24 avril 1997. Elle a été remportée par le Belge Ludo Dierckxsens.

## Classement final
Ludo Dierckxsens remporte la course en parcourant les 189 kilomètres en 4 h 14 min 41 s à la vitesse moyenne de 44,526 km/h,.
| Classement final, | Classement final,  | Classement final, | Classement final,     | Classement final,  |
|                   | Coureur            | Pays              | Équipe                | Temps              |
| ----------------- | ------------------ | ----------------- | --------------------- | ------------------ |
| 1er               | Ludo Dierckxsens   | Belgique          | Tonissteiner-Colnago  | en 4 h 14 min 41 s |
| 2e                | Henk Vogels        | Australie         | Gan                   | m.t                |
| 3e                | Stuart O'Grady     | Australie         | Gan                   | m.t                |
| 4e                | Davide Casarotto   | Italie            | Scrigno-Gaerne        | m.t                |
| 5e                | Rolf Jaermann      | Suisse            | Casino                | m.t                |
| 6e                | Frédéric Moncassin | France            | Gan                   | + 16 s             |
| 7e                | Jaan Kirsipuu      | Estonie           | Casino                | m.t                |
| 8e                | Marcel Wüst        | Allemagne         | Festina-Lotus         | m.t                |
| 9e                | Piotr Wadecki      | Pologne           | Mróz                  | m.t                |
| 10e               | Damien Nazon       | France            | La Française des Jeux | m.t                |
| modifier          |                    |                   |                       |                    |